# Coach (2009)
Coach is een Nederlandse telefilm uit 2009, geregisseerd door Joram Lürsen. De film werd op 12 april 2009 op Nederland 2 uitgezonden door de VARA.

## Verhaal
Rijkeluisvrouw Suzanne (Anneke Blok) voelt zich schuldig omdat ze het zo goed heeft en geeft zich op voor het project Coach. Door het project komt ze in contact met de Marokkaanse jongen Soukri (Mamoun Elyounoussi). Vol enthousiasme gaat ze aan de slag, totdat blijkt dat ze veel meer op het spel zet dan ze zelf wil.
Soukri blijkt goed te kunnen acteren en ze willen graag dat hij de Toneelschool gaat volgen. Soukri durft thuis niet over zijn toekomstplannen te vertellen, omdat zijn vader wil dat hij de garage overneemt. Suzanne weet hier niets van.
Leon (Mark Rietman), de man van Suzanne, heeft weinig vertrouwen in de plannen van Suzanne. Als ook hun dochter erbij betrokken raakt en Suzanne erachter komt dat Soukri's ouders van niets weten, weet ze niet of ze nog wel verder wil.

## Rolverdeling
- Anneke Blok - Suzanne van Meeteren
- Mark Rietman - Léon van Meeteren
- Mamoun Elyounoussi - Soukri
- Gaite Jansen - Sophie van Meeteren
- Loes Haverkort - Fleur
- Rachida Iaallala - Moeder Soukri
- Yassir Tallih - Broertje Soukri
- Abdullah Ahmed Salah - Ibrahim
- Michiel de Jong - Tennisleraar